# Jean Baggioni
Jean Baggioni (ur. 9 sierpnia 1939 w Carquefou) – francuski polityk i samorządowiec związany z Korsyką, poseł do Parlamentu Europejskiego IV kadencji.

## Życiorys
Z zawodu urzędnik państwowy, był inspektorem ds. młodzieży, sportu i rekreacji. Przez kilkadziesiąt lat sprawował urząd mera miejscowości Ville-di-Pietrabugno (zakończył pełnienie tej funkcji w 2014). W 1992 został przewodniczącym nowo powołanej rady wykonawczej Korsyki (Conseil exécutif de Corse), stanowisko to zajmował do 2004.
W latach 1994–1999 z ramienia gaullistowskiego Zgromadzenia na rzecz Republiki sprawował mandat eurodeputowanego IV kadencji, zasiadając m.in. w Komisji ds. Polityki Regionalnej. W 2004 został powołany w skład Rady Gospodarczej i Społecznej.